# Stilbia boursini
Stilbia boursini là một loài bướm đêm trong họ Noctuidae.